# Luigi Nono
Luigi Nono (født 29. januar 1924, død 8. maj 1990) var en italiensk komponist. Har skrevet store orkesterværker, hvor han også benytter tolvtoneteknik, har også skrevet balletter, strygekvartetter og en del vokalværker herunder operaer. Han skrev også politiske værker bl.a. kantaten Sul Ponte di Hiroshima fra 1962, et indlæg mod atomvåben.